# Strandhögg
Strandhögg (del nórdico antiguo: uno de los posibles significados, aunque no literalmente, es lucha sobre la arena o lucha en la playa) era una táctica de guerra vikinga, basada en una primera incursión de espionaje seguida de un ataque relámpago (al estilo de los modernos comandos), en zonas costeras. Fue una técnica casi exclusivamente vikinga de combate de los noruegos, una acción totalmente improvisada según la situación e inspiración del atacante, que rompía totalmente cualquier expectativa de éxito de la defensa organizada que esperaba un comportamiento militar de un ejército convencional. Sin embargo, las víctimas no estaban habituadas a una guerra de guerrillas que no se ajustaba a las normas sistemáticas de un ejército contemporáneo.
Los vikingos ya habían desarrollado una red de espionaje en muchos enclaves con amplio movimiento comercial. Los espías informaban de las costumbres locales, fechas de festividades religiosas, ayudaban a traducir e indicar lugares aptos para iniciar el pillaje y personalidades a quienes se podría raptar y solicitar rescate por su cabeza. Los vikingos también empleaban las mismas tácticas para sus incursiones en otras zonas nórdicas. Harald I de Noruega prohibió el strandhögg en territorio noruego.
Un ejemplo de strandhögg en la península ibérica fue el ataque sorpresa en Gijón que fue rechazado por Ramiro I de Asturias en el año 844.